# Turivka, Teofipol
Turivka (în ucraineană Турівка) este localitatea de reședință a comunei Turivka din raionul Teofipol, regiunea Hmelnîțkîi, Ucraina.

## Demografie
Componența lingvistică a localității Turivka
     Ucraineană (95,9%)
     Rusă (1,28%)
Conform recensământului din 2001, majoritatea populației localității Turivka era vorbitoare de ucraineană (95,9%), existând în minoritate și vorbitori de armeană (2,82%) și rusă (1,28%).